# Bar (Schiff)
Bar (auch ber) war die altägyptische Bezeichnung für die seit dem Neuen Reich neu eingeführten Küstenschiffe, die unter anderem in Begleitung der menesch- und qerer-Schiffe auf den Handelsrouten des Mittelmeeres fuhren.